# Jacques Lassalle
Jacques Lassalle (ur. 6 lipca 1936 w Clermont-Ferrand, zm. 2 stycznia 2018 w Paryżu) – francuski reżyser, aktor, dramaturg i dyrektor teatrów. Studia ukończył na Conservatoire National Supérieur d’Art Dramatique.
W 1967 założył Studio-Théâtre de Vitry. Wystawiał sztuki według utworów Molière’a, Goldoniego, Pierre’a de Marivaux, Williama Shakespeare’a, Ruzzante’a, Labiche’a i Giovanniego Boccaccia. Tym teatrem studyjnym kierował do 1982. Inscenizował również własne dramaty. Poza tym organizował dyskusje i reżyserował przedstawienia uliczne.
Od 1983 do 1990 pełnił obowiązki dyrektora Théâtre National w Strasburgu. Na deskach tego teatru wystawił między innymi Świętoszka Molière’a (1983) i Woyzecka Büchnera (1984). W latach 1990–1993 sprawował funkcję kierownika generalnego Comédie-Française. Po trzech latach otrzymał wymówienie podyktowane względami politycznymi. W Comédie-Française wyreżyserował Don Juana Moliere’a z Andrzejem Sewerynem w roli głównej. Po odejściu z Comédie-Française w 1994 założył własny teatr pod nazwą La Compagne Jacques Lassalle Pour Mémoire. Wraz z tą grupą wystawiał sztuki na różnych scenach i festiwalach teatralnych. Na festiwalu w Awinionie przedstawił publiczności między innymi Andromachę (1994) i Medeę Eurypidesa (2000).
Oprócz klasycznych przedstawień teatralnych realizował również spektakle operowe w Opéra de Paris i Opéra de Montpellier.
Swoje inscenizacje prezentował również poza granicami Francji. W 2006 przyjechał z przedstawieniem Świętoszka (Tartuffe albo Szalbierz) do Teatru Narodowego w Warszawie. Współpracował również z Teatrem Polskim w Warszawie. W 2014 wystawił w nim Króla Leara Williama Shakespeare’a.
Kilka razy przewodniczył obradom jury Międzynarodowego Festiwalu Szkół Teatralnych w Warszawie.
Był wykładowcą na uczelniach artystycznych. W latach 1969–1981 prowadził zajęcia w paryskim Institut d’Etudes Théâtrales. W 1982 otrzymał stanowisko profesora w Conservatoire.
Jest autorem kilku sztuk, jak Jonathan des années 30, Un couple pour l’hiver, Le Soleil entre les arbres, Un dimanche indécis dans la vie d’Anna, Avis de recherche.
W 1998 r. za osiągnięcia sceniczne otrzymał Wielką Nagrodę Narodową. Był też kawalerem Orderu Narodowego Legii Honorowej.
Stan zdrowia reżysera pogorszył się po śmierci jego żony Françoise w 2016. Trafił wtedy do szpitala. Zmarł w domu opieki dla osób starszych w Paryżu w wieku 81 lat.